# Marfa Girl
Marfa Girl é um filme de drama produzido nos Estados Unidos, dirigido por Larry Clark e lançado em 2008.